# پوروورجو
پوروورجو (اندونزیایی: Purworejo) شهری در استان جاوه مرکزی کشور اندونزی است. جمعیت این شهر بر اساس سرشماری سال ۱۹۹۰ میلادی، ۵۶٫۳۵۵ نفر و بر اساس سرشماری سال ۲۰۰۰ میلادی، ۸۶٫۴۸۴ بوده که در سال ۲۰۰۷ میلادی به ۱۱۳٫۵۵۳ نفر افزایش یافته‌است.

## نگارخانه

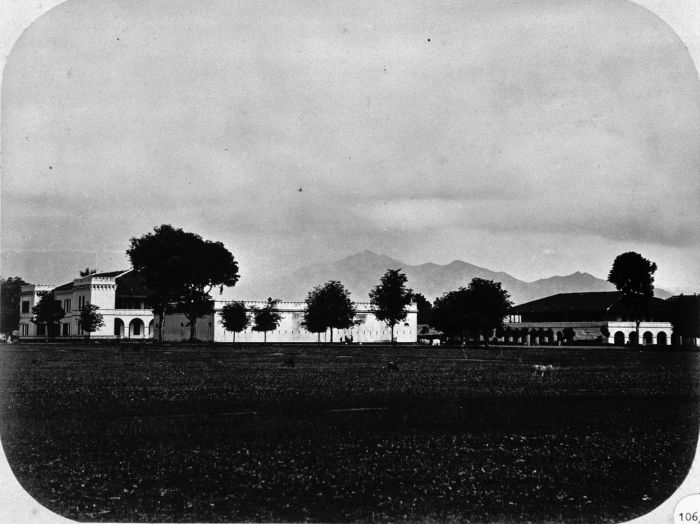
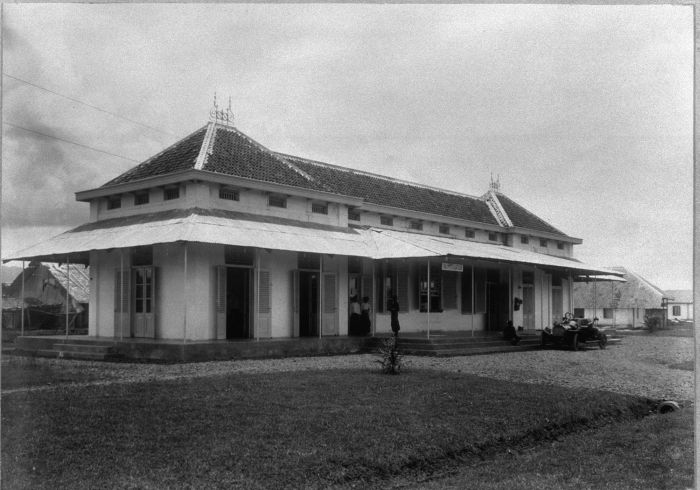